# Pont d'Oissel
Le pont d'Oissel franchit la Seine par deux ponts routiers successifs sur une longueur de cinq cent soixante mètres prenant appui sur l'île aux Bœufs entre les communes de Tourville-la-Rivière et Oissel.

## Situation
La route départementale 13 prend naissance sur la commune de Tourville-la-Rivière à partir de la route départementale 7 en provenance de La Saussaye vers Saint-Jacques-sur-Darnétal. La RD 13 relie la commune à Oissel directement par le pont routier sur la Seine et vient se raccorder à la RD 18.

## Historique
L'histoire des ponts d'Oissel a commencé en 1843. Avant cette date, pour se rendre rive droite, les Osseliens utilisaient la barguette, un bateau, tiré par des chevaux à partir du chemin de halage, qui assurait le transport des voyageurs et des marchandises entre Rouen et Elbeuf.
La construction d'un pont s'appuyant sur l'île aux Bœufs est entreprise pour permettre la mise en place de la ligne de chemin de fer de Paris à Rouen, inaugurée le 2 mai 1843. Le schéma actuel de la ligne mentionne deux viaducs successifs, respectivement celui de Tourville et celui d'Oissel.
Dans les années 1890, avec le passage à double voie de l'embranchement de Serquigny, la Compagnie des chemins de fer de l'Ouest s'engage dans la construction d'un nouveau pont, positionné à 10 mètres en aval, capable de supporter la fréquence croissante des passages et de la masse de convois. Le pont de chemin de fer est inauguré en 1895, comme le mentionne la plaque scellée sur son tablier.
Dès 1892, la municipalité décide de conserver le pont de chemin de fer initial et désaffecté, voué à la démolition, pour le transformer en pont-route. Les travaux reçoivent un financement en 1898 et sont confiés à la compagnie de l'Ouest.
Le tablier est surélevé et deux piles supprimées, afin de permettre le passage des bateaux à vapeur avec leur haute cheminée lors des crues de l'hiver. La largeur dégagée offre un passage de 6 mètres. L'inauguration de ce pont-route a lieu les 15 et 16 juin 1901.
En 1914, les Allemands décident de faire sauter les deux types de franchissement de la Seine à Oissel. L'armée allemande pénètre en France par la Belgique, les troupes françaises, cantonnées à l'est près de l'Alsace et de la Lorraine, doivent modifier très rapidement leur position. Pour rejoindre le front, une partie des convois militaires prend la direction du nord en empruntant la ligne ferroviaire d'Oissel. Les espions allemands le comprennent et l'ennemi décide de faire sauter les ponts pour gêner l'approvisionnement en troupes et ravitaillement : le Combat de la Rougemare et des Flamants relate le fait d'armes qui, en définitive, sauve les ponts en septembre 1914.
La seconde guerre mondiale est fatale aux ponts d'Oissel. À l'instar des autres ponts normands sur la Basse Seine, les combats de 1940 en firent un enjeu stratégique militaire dès juin : le récit du combat de Pont-de-l'Arche des 8 au 10 juin en témoigne ; le génie détruit la totalité du pont-route d'Oissel.
Une fois installés à Oissel, les Allemands, le 12 octobre 1941, finissent de réparer le pont ferroviaire. L'aménagement par l'occupant d'une passerelle piétonne attenante sera suffisante aux usagers pour se rendre d'une rive à l'autre.
Les Alliés bombardent ce point stratégique à plusieurs reprises, particulièrement le 7 mai, puis jusqu'en août 1944 et provoquent d'importants dégâts. Le pont ferroviaire est remis en état par la SNCF à la Libération.
Quant au pont-route, il a d'abord été remplacé provisoirement en 1944 par un pont Bailey monté par le génie américain. En 1971, une structure nouvelle à deux voies de 208 m de long y est réalisée en lieu et place. Aujourd'hui, cet axe de communication est emprunté journellement par 8 000 à 10 000 véhicules.